# عطا الایوبی
عطا الایوبی (به عربی: عطاء الایوبي) (متولد ۲۵ مارس ۱۸۷۷ – متوفی ۲۱ دسامبر ۱۹۵۱) در شهر دمشق سوریه از تاریخ ۲۲ فوریه ۱۹۳۶–۲۱ دسامبر ۱۹۳۶ تصدی نخست‌وزیری سوریه را برعهده داشت.